# 462 Eriphyla
462 Eriphyla este un asteroid din centura principală, descoperit pe 22 octombrie 1900, de Max Wolf.